# Secretaria Municipal de Habitação de São Paulo
A Secretaria Municipal de Habitação de São Paulo, conhecida também pela sigla SEHAB, é responsável pela execução da política habitacional. Entre suas atribuições estão o controle do uso e da ocupação do solo, além de promoção da preservação da paisagem e do meio ambiente da cidade de São Paulo, e foi criada em 1977 pelo Decreto Nº 14.451.  
A SEHAB tem diversos departamentos, superintendências e até companhias dentro da sua estrutura. Entre eles estão o CMH (Conselho Municipal de Habitação), o CEUSO (Comissão de Edificação e Uso do Solo), o Case (Departamento de Cadastro Setorial), o Parsolo (Departamento de Parcelamento do Solo e Intervenções Urbanas), a HABI (Superintendência de Habitação Popular), o RESOLO (Departamento de Regularização do parcelamento do Solo), o Aprov (Departamento de Aprovação de Edificações), a COHAB (Companhia Metropolitana de Habitação de São Paulo).